# Ярославська вулиця (Харків)

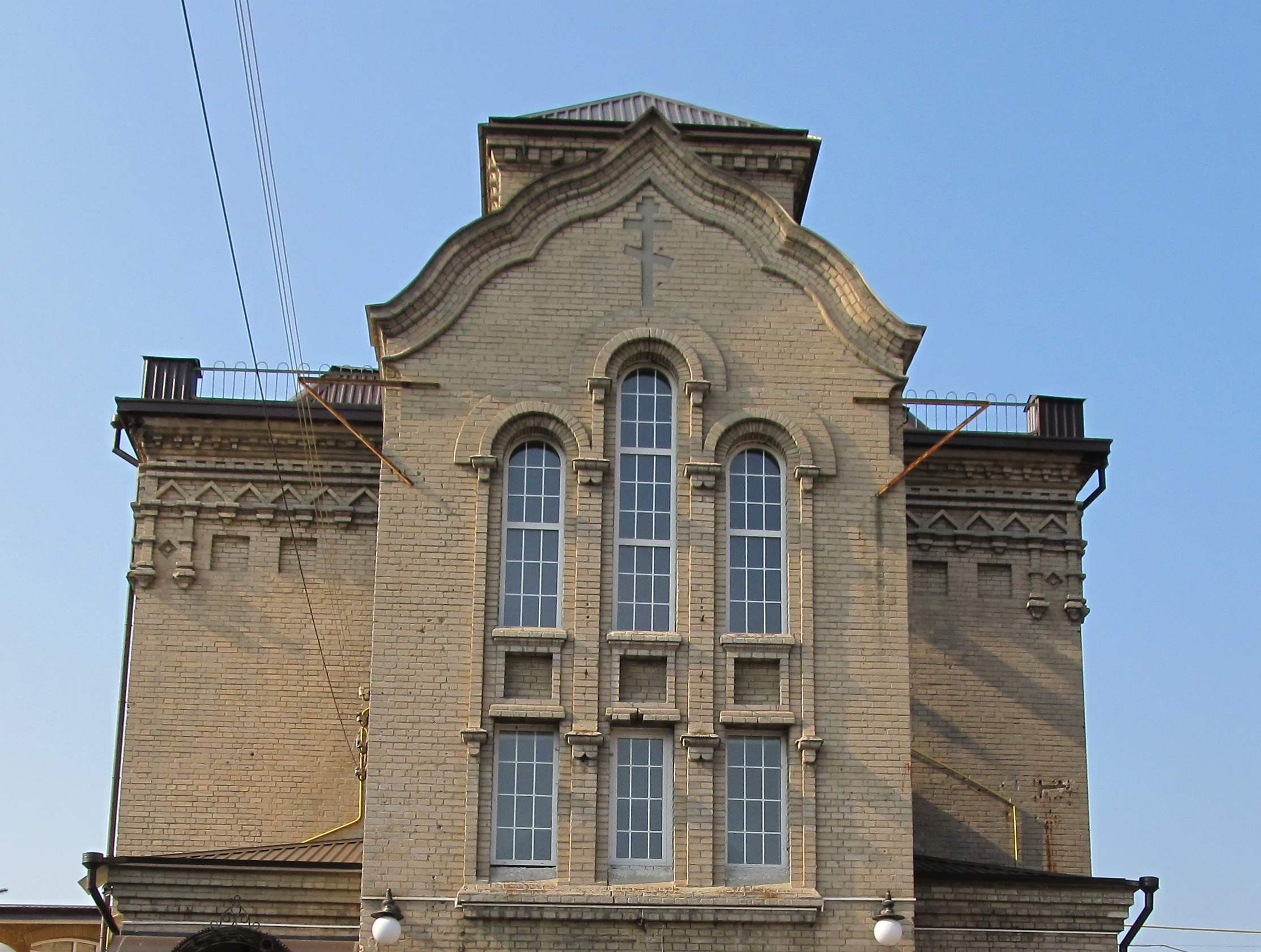
Старообрядницька церква

Ву́лиця Яросла́вська — вулиця у Новобаварському та Холодногірському районах Харкова. Починається від Чоботарської вулиці і простягається на південь до річки Лопань. Перетинається з вулицями: Коцарська, Благовіщенська, Полтавський Шлях і  Конторська.

## Назва та історія вулиці
Вулиця заснована на початку XIX століття і названа на честь архітектора П. А. Ярославського. На перетині цієї вулиці з Полтавським Шляхом колись стояв будинок архітектора. У списку вулиць Харкова, складеному в 1804 році, зазначена під цією назвою.

## Будинки

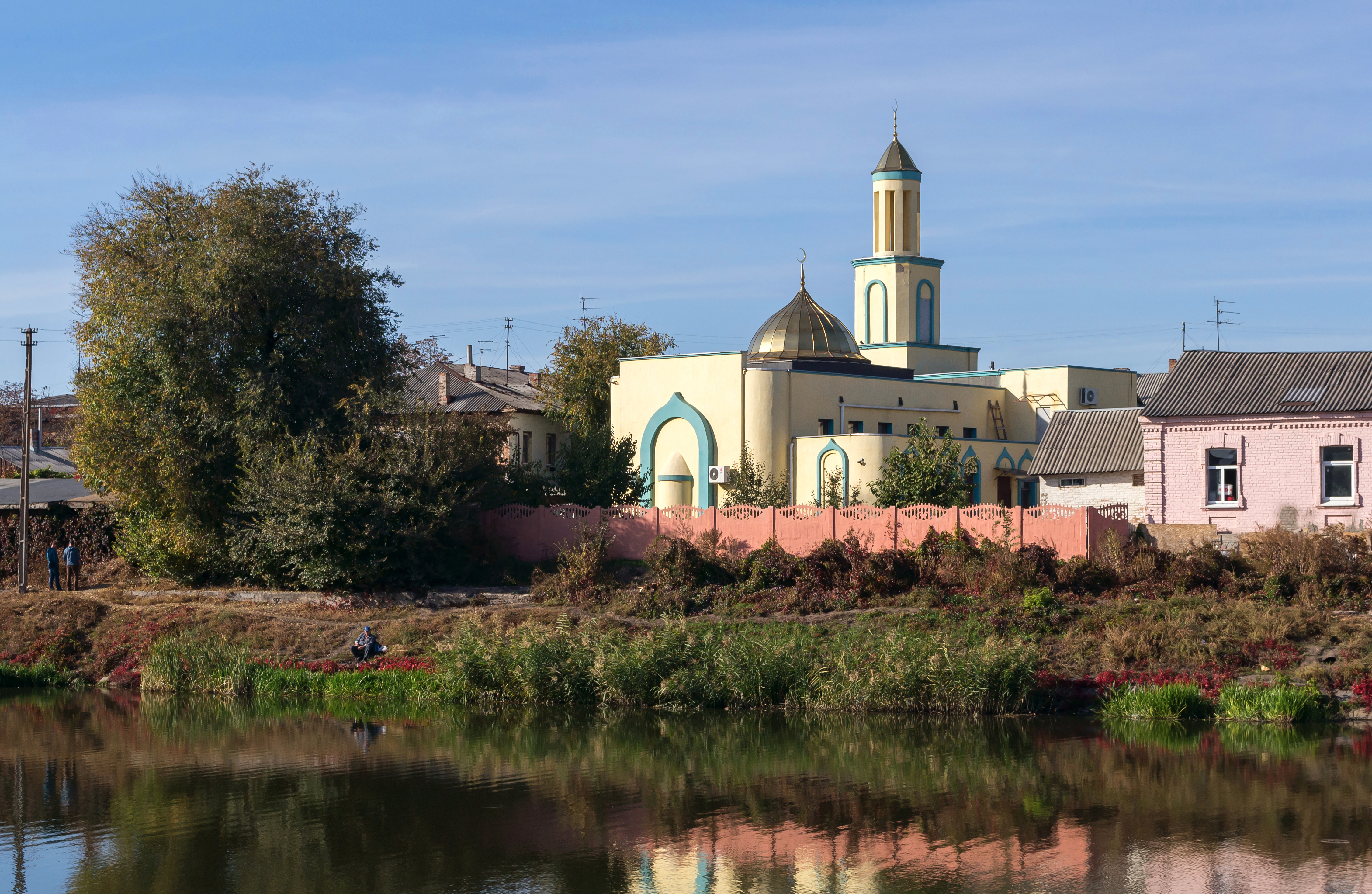
Харківська соборна мечеть

- Будинок № 17 — пам'ятка архітектури Харкова, охорон. № 394. Житловий будинок поч. 20 ст. Архітектор невідомий. Нині зайнятий комунальними підприємствами.[3][4]
- Будинок № 21 — Управління освіти адміністрації Жовтневого району Харківської міської ради.[5]
- Будинок № 28 — пам'ятка архітектури Харкова, охорон. № 395. Старообрядницька церква, 1914 р. Арх. Корнієнко Б.М. Церква Євангельських християн-баптистів "Преображення" .
- Будинок № 31 — Харківська соборна мечеть. Відбудована у 2006 р. на місці зруйнованої старої мечеті.

## Дивись також
- Список вулиць Харкова на букву Я